# Okres Bruntál
Bruntál (Duits: Freudenthal) is een district (Tsjechisch: Okres) in de Tsjechische regio Moravië-Silezië. De hoofdstad is Bruntál. Het district bestaat uit 67 gemeenten (Tsjechisch: Obec). Sinds 1 januari 2007 hoort de gemeente Sosnová niet meer bij deze okres, deze hoort nu bij de okres Opava.

## Lijst van gemeenten
De obce (gemeenten) van de okres Bruntál. De vetgedrukte plaatsen hebben stadsrechten. De cursieve plaatsen zijn steden zonder stadsrechten (zie: vlek).
Andělská Hora - Bílčice - Bohušov- Brantice - Bruntál - Břidličná - Býkov-Láryšov - Čaková - Dětřichov nad Bystřicí - Dívčí Hrad - Dlouhá Stráň - Dolní Moravice - Dvorce - Heřmanovice - Hlinka- Holčovice - Horní Benešov - Horní Město - Horní Životice - Hošťálkovy - Janov - Jindřichov - Jiříkov - Karlova Studánka - Karlovice - Krasov - Krnov - Křišťanovice - Leskovec nad Moravicí - Lichnov - Liptaň - Lomnice - Ludvíkov - Malá Morávka - Malá Štáhle - Město Albrechtice - Mezina - Milotice nad Opavou - Moravskoslezský Kočov - Nová Pláň - Nové Heřminovy - Oborná - Osoblaha - Petrovice - Razová - Roudno - Rudná pod Pradědem - Rusín - Rýmařov - Ryžoviště - Slezské Pavlovice - Slezské Rudoltice - Stará Ves - Staré Heřminovy - Staré Město - Světlá Hora - Svobodné Heřmanice - Široká Niva - Třemešná - Tvrdkov - Úvalno - Václavov u Bruntálu - Valšov - Velká Štáhle - Vrbno pod Pradědem - Vysoká - Zátor
Bruntál · Frýdek-Místek · Karviná · Nový Jičín · Opava · Ostrava-město